# Pete Townshend
Peter Dennis Blandford "Pete" Townshend (19 de mayo de 1945) es un guitarrista, productor musical, cantante, multiinstrumentista y compositor británico de rock, reconocido principalmente por su trabajo con el grupo de rock The Who. Su carrera con The Who abarca más de cuarenta años, durante los cuales el grupo pasó a ser considerado una de las bandas más influyentes de la década de 1960 y de 1970. Según declaró Eddie Vedder, líder de Pearl Jam: «The Who es posiblemente el mejor grupo en directo».
Dentro de The Who, Townshend es el principal compositor y ha escrito más de cien canciones para un total de once discos de estudio del grupo, en su mayoría álbumes conceptuales y óperas rock como Tommy (1969), Quadrophenia (1973) y Endless Wire (2006). Tras la primera disolución del grupo en 1983, publicó trabajos conceptuales en solitario como Empty Glass (1980), White City: A Novel (1986), The Iron Man: The Musical by Pete Townshend (1989) y Psychoderelict (1993), y emprendió otras actividades extramusicales como editor de Faber & Faber. En el plano musical, aunque su principal instrumento es la guitarra, toca otros instrumentos como los teclados, el banjo, el bajo y sintetizadores.
Además, ha contribuido como colaborador o autor para periódicos, artículos de revistas, críticas de libros, ensayos y guiones, y ha colaborado como compositor para otros artistas y músicos. Fue situado en el puesto tres de la lista de los mejores guitarristas en el libro de Dave Marsh The New Book of Rock Lists, en el puesto 10 de la lista de los 50 mejores guitarristas de la web de Gibson, y en la misma posición de la lista de los 100 mejores guitarristas elaborada por la revista Rolling Stone. En 1990, Townshend ingresó en el Salón de la Fama del Rock and Roll como miembro de The Who.

## Biografía

### Infancia y orígenes musicales (1945—1964)
Pete Townshend nació el 19 de mayo de 1945 en Chiswick, Londres, en el seno de una familia dedicada a la música. Su padre, Cliff Townshend, fue un saxofonista profesional del grupo The Squadronaires, mientras que su madre Betty era cantante. Townshend comenzó a interesarse por la música desde su infancia, que no fue fácil a causa de los abusos que durante dos años sufrió por parte de su abuela, a la que describió como "clínicamente loca":
«A los cinco años mis padres me abandonaron con mi abuela, una enferma que abusó de mí, permitió que viese escenas sexuales perjudiciales para mi edad y me dejó con personas pervertidas que me hirieron para el resto de mi vida. Me ha costado mucho sobreponerme a estos traumas, es una lucha permanente»
A mediados de la década de 1950 comenzó a escuchar rock and roll tras ver el largometraje Rock Around the Clock. Con doce años, su abuela le regaló su primera guitarra, que el propio Townshend describió como una "cosa barata española". Las primeras influencias musicales incluyeron a Link Wray, John Lee Hooker, Bo Diddley y Hank Marvin. Según Pete: «Luego escuché rhythm and blues y estaba todo perdido. El primer disco que recuerdo era Green Onions de Booker T. Nunca escuché mucho a Muddy Waters o gente así. Fue Steve Crooper quien me convenció de tocar la guitarra».
Townshend entró en 1961 en el Ealing Art College con la intención de convertirse en artista gráfico, y un año después, comenzó a estudiar en el Acton County Grammar School junto con su amigo John Entwistle. Durante la época, ambos formaron su primera banda, The Confederates, donde interpretaban música dixieland con Townshend al banjo y con Entiwstle tocando la trompa. Ambos entraron al poco tiempo en The Detours, una banda de skiffle y rock and roll liderada por el cantante Roger Daltrey.
A comienzos de 1964, debido a que otro grupo se llamaba del mismo modo, The Detours cambiaron su nombre por el de The Who, y el batería Doug Sandom fue reemplazado por Keith Moon. El grupo, compuesto por Townshend, Daltrey, Entwistle y Moon, se adaptó a la cultura mod por sugerencia del publicista Peter Meaden, quien también les convenció para cambiar de nombre y adoptar el de The High Numbers. Bajo el nuevo nombre, el grupo grabó dos canciones, «I'm the Face» y «Zoot Suit», con tan escaso éxito que echaron a Meaden y contrataron a dos nuevos representantes, Chris Stamp y Kit Lambert. Poco después, el grupo abandonó el nombre de The High Numbers y volvió a denominarse The Who.

### Éxito con The Who:Tommy,LifehouseyQuadrophenia(1965—1973)

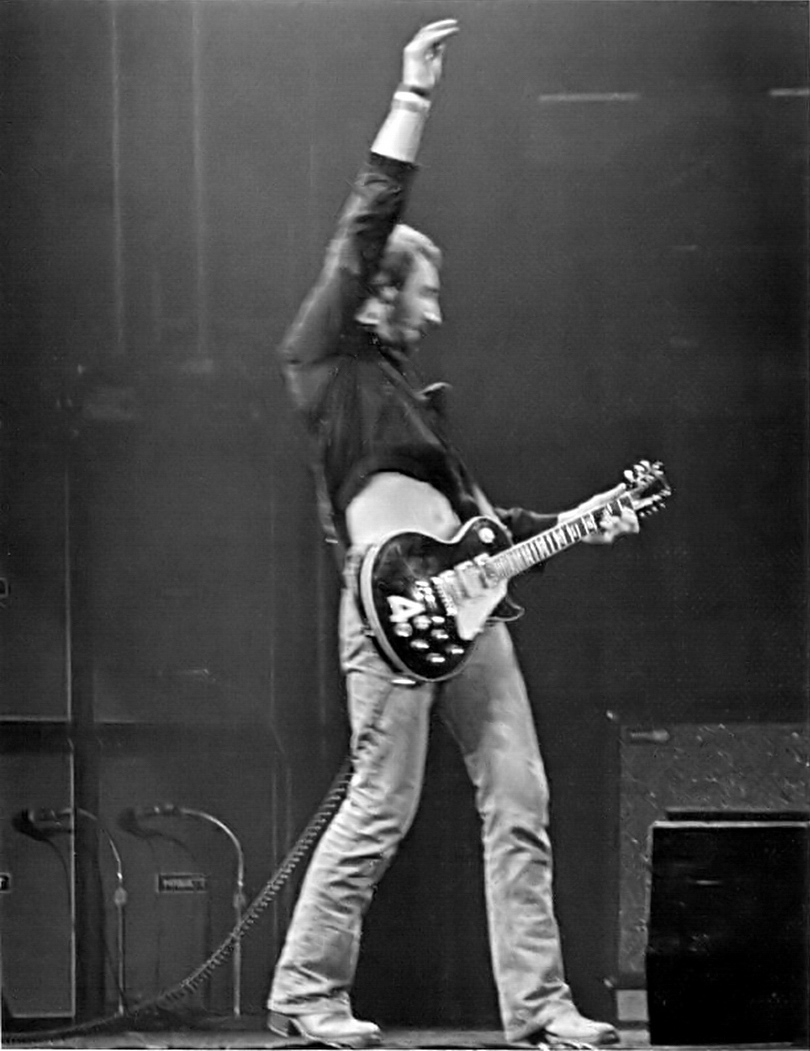
Townshend tocando la guitarra.

Bajo el nuevo nombre de The Who, Townshend comenzó a componer canciones para el grupo como los sencillos «I Can't Explain», «Substitute» o «My Generation», que facilitaron la consolidación del grupo como un referente musical de la década de 1960 en el Reino Unido. Además, comenzó a ser conocido por su estilo sobre el escenario, a menudo tocando la guitarra agitando el brazo en forma de aspas de molino. También fue uno de los primeros músicos conocidos por destruir instrumentos durante los conciertos, a menudo lanzando los fragmentos rotos de la guitarra contra los amplificadores. La primera vez que rompió una guitarra tuvo lugar en el Railway Tavern de Harrow, al lanzar la guitarra accidentalmente contra el techo. La destrucción de instrumentos se convirtió en una parte habitual durante los conciertos de The Who, en los que Keith Moon también solía destrozar su batería introduciendo pirotecnia en el bombo. Townshend relacionó su actitud con las teorías del artista Gustav Metzger sobre el arte autodestructivo, que estudió en la escuela de arte, si bien en otra ocasión admitió que era un simple truco para dar personalidad al grupo y darle la publicidad que necesitaban para ser conocidos.
La composición de Townshend evolucionó hacia la realización de óperas rock, que introdujo por primera vez con las canciones «A Quick One, While He's Away» y «Rael» en los discos A Quick One y The Who Sell Out respectivamente. Además, a partir de 1968, comenzó a sentir interés por las enseñanzas de Meher Baba, un guru autoproclamado Avatar que enlazaba elementos de las escuelas vedanta y mística. La influencia de Baba permitió a Townshend componer Tommy, su primera ópera rock completa y uno de los trabajos mejor valorados del grupo por la prensa musical. El álbum, que alcanzó el puesto dos en la lista de discos más vendidos del Reino Unido y el cuatro en la lista estadounidense Billboard 200, fue sujeto de varias adaptaciones orquestales, cinematográficas y musicales.
Las enseñanzas de Baba y su interés por la ciencia ficción motivaron a Townshend a componer Lifehouse, una nueva ópera destinada a suceder a Tommy. Townshend diseñó Lifehouse como un proyecto múltiple, con vistas a publicar un doble álbum, una adaptación cinematográfica y un concierto interactivo con el público, en el que exploró la idea de que la música era la base fundamental de la creación, y que cada ser humano tenía una única melodía que describe exclusivamente su existencia. Sin embargo, la complejidad del proyecto llevó al grupo a publicar Who's Next, un álbum que incluyó temas relacionados con Lifehouse como «Baba O'Riley», «Won't Get Fooled Again» y «Pure and Easy», pero sin la cohesión argumental de Tommy.
Aunque no consiguió publicar Lifehouse como un álbum conceptual, Townshend siguió centrando su actividad como compositor en la creación de nuevas óperas. Dos años después, The Who publicó Quadrophenia, un doble álbum que exploraba los problemas sociales y psicológicos de Jimmy, un joven mod con un trastorno de personalidad múltiple. En la ópera, Townshend vinculó cada personalidad con los distintos miembros de The Who, creando hasta un total de cuatro personalidades. Aunque el álbum obtuvo un notable éxito al alcanzar el segundo puesto tanto en el Reino Unido como en los Estados Unidos, fue la base de un distanciamiento interno debido al creciente problema de alcoholismo de Townshend y al bajo rendimiento musical de Moon, quien llegó a desmayarse en el concierto inaugural de la gira por una sobredosis.
De forma paralela a su trabajo en The Who, y debido a su creciente interés en Baba, Townshend publicó con otros devotos del gurú Happy Birthday, I Am y With Love, una serie de discos tributo a Baba. En respuesta a las ediciones pirata, el músico recopiló demos y canciones de Happy Birthday e I Am y publicó en 1972 Who Came Fisrt, su primer disco en solitario.

### Muerte de Keith Moon y disolución de The Who (1974—1982)

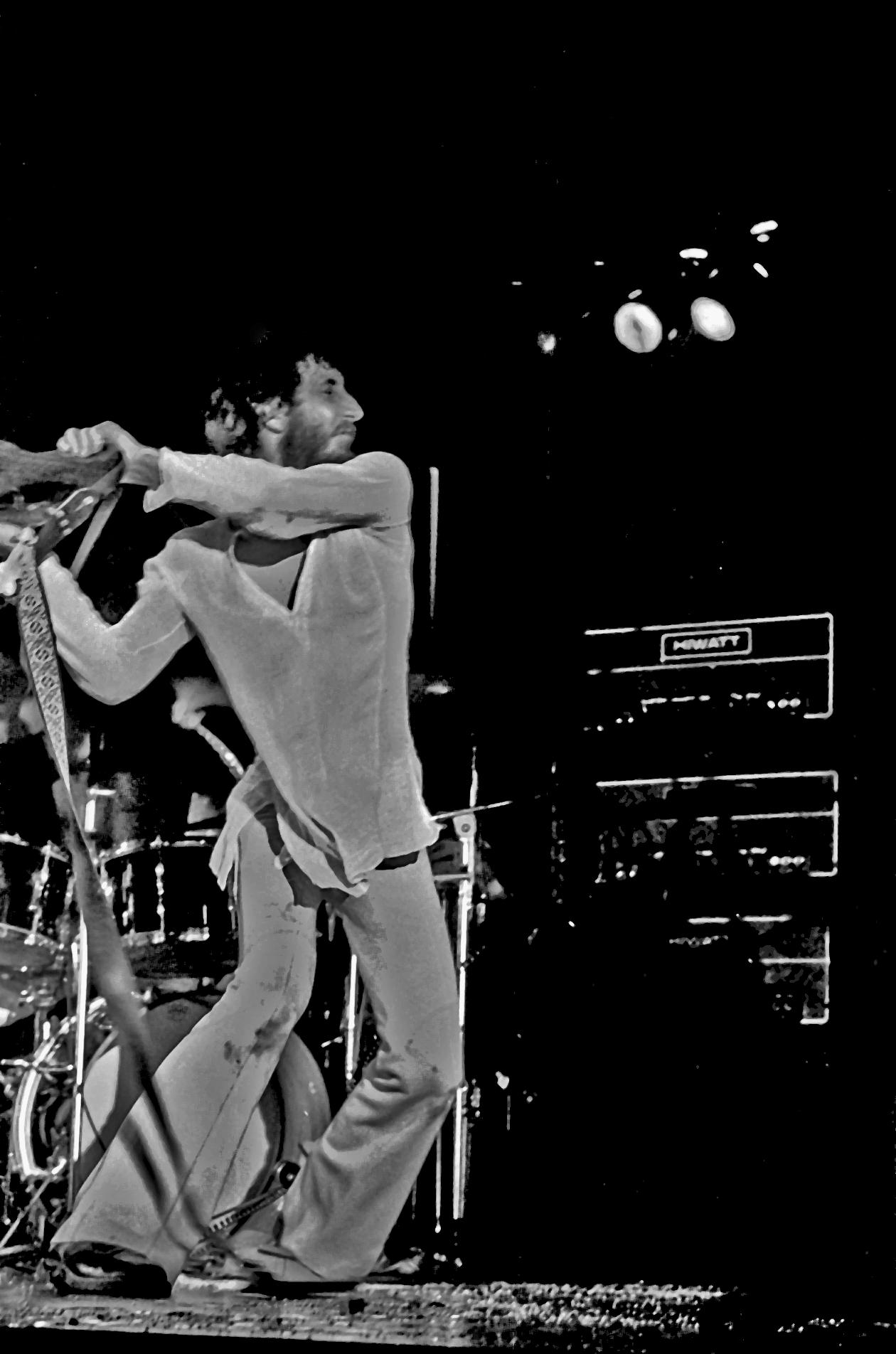
Townshend golpeando su guitarra durante una presentación con The Who en el Ernst-Merck-Halle de Hamburgo, el 12 de agosto de 1972.

La actividad de The Who tanto en el estudio de grabación como en directo disminuyó progresivamente desde mediados de la década de 1970 debido tanto a la incapacidad de Moon por soportar la carga de trabajo como al crecientes interés de Townshend en emprender otros intereses no relacionados con la música. En 1977, fundó Eel Pie Publishing, una editorial especializada en literatura infantil, libros de música y publicaciones relacionadas con Meher Baba, y abrió la librería Magic Bus en Londres. Además, participó activamente en la elaboración del guion y de la banda sonora de las adaptaciones cinematográficas de Tommy y Quadrophenia.
Con The Who, Townshend compuso canciones para The Who By Numbers (1975) y Who Are You (1978), y salió con frecuencia de gira. Sin embargo, el deterioro de la salud de Moon disminuyó la actividad del grupo y obligó en varias ocasiones a suspender conciertos debido a su incapacidad para tocar. El 7 de septiembre de 1978, dos meses después de publicar Who Are You, Moon falleció a causa de una sobredosis de sedantes. En un comunicado posterior a su muerte, Townshend escribió: «Hemos perdido a nuestro cómico, nuestro melodrama supremo, el hombre, que además de ser el batería de rock más impredecible y espontáneo, se habría prendido fuego si creía que con eso haría reír al público o levantarles de sus asientos. Él nos condujo a momentos difíciles muchas veces pero siempre tuvo nuestro amor. Le queremos y ahora se ha ido».
Apenas unos años después de la muerte de Moon, Townshend decidió continuar tocando con The Who y recomendó a Kenney Jones como sustituto en la batería. En los siguientes tres años, el grupo salió frecuentemente de gira y publicó dos álbumes, Face Dances (1980) e It's Hard (1982). Sin embargo, el interés de Townshend por otros proyectos le llevó a disolver The Who tras una gira de despedida en 1982.

### Carrera en solitario y trabajo como editor (1980—1993)

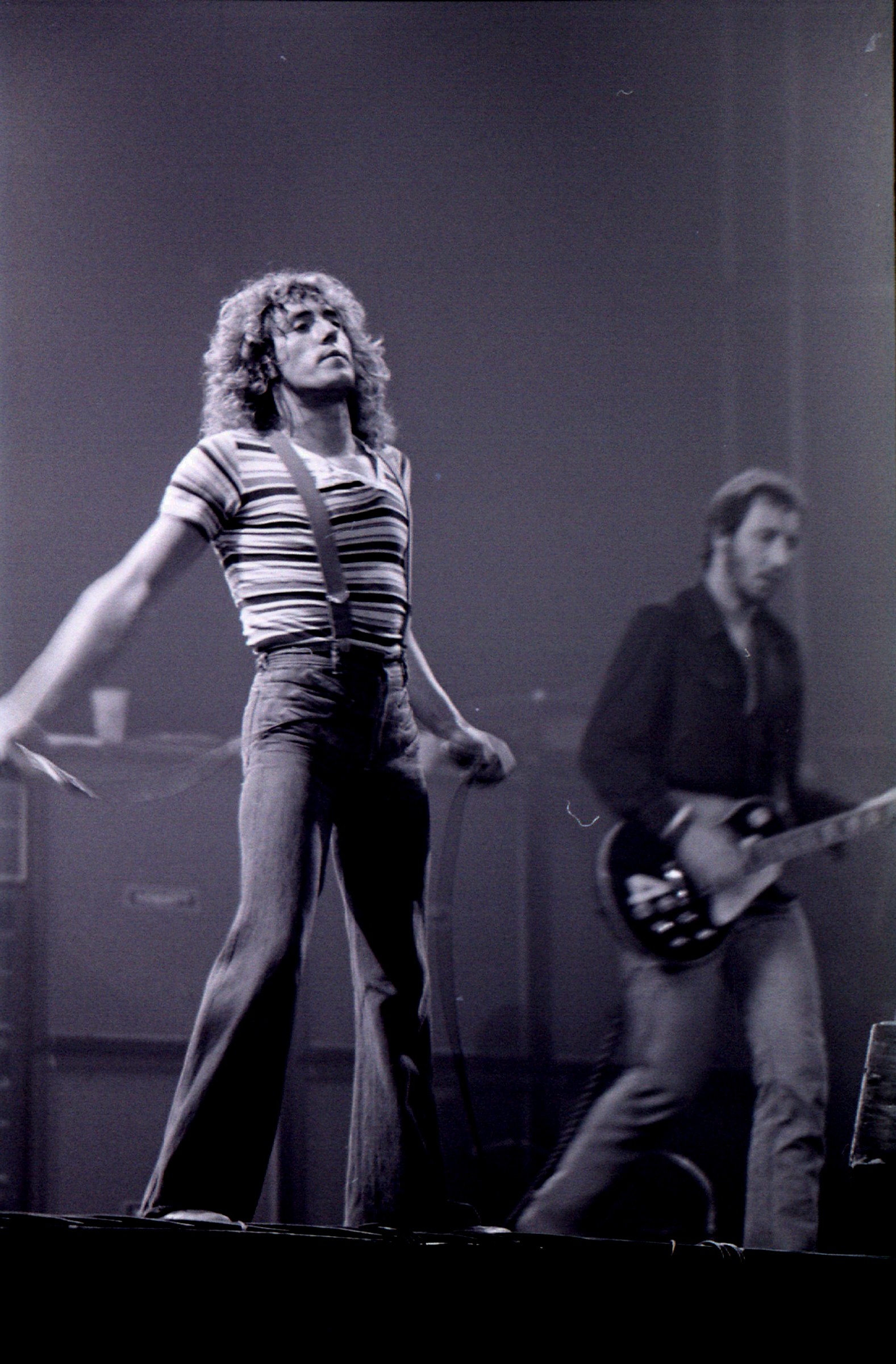
Roger Daltrey y Pete Townshend junto a The Who, en un concierto en Toronto, el 10 de octubre de 1976.

De forma paralela a su trabajo con The Who en la segunda mitad de la década de 1970, Townshend tuvo un creciente interés en actividades extramusicales. En 1975, publicó en Eel Pie The Story of Tommy, un libro escrito con su amigo de la escuela de arte Richard Barnes sobre la ópera rock Tommy y el desarrollo del largometraje dirigido por Ken Russell. Además, poco después de disolver el grupo, comenzó a trabajar con la editorial Faber and Faber como editor de adquisiciones. Durante su estancia en Faber and Faber, editó la autobiografía de Eric Burdon, libros como Crosstown Traffic: Jimi Hendrix and Post-War Pop y More Dark Than Shark, y trabajó con el Príncipe Carlos de Gales en un volumen de sus discursos. Dos años después de unirse a Faber and Faber, Townshend publicó Horse's Nech, su primera novela, que incluyó una colección de relatos cortos escritos entre 1979 y 1984.
Además de su trabajo como editor, Townshend emprendió una carrera musical en solitario que comenzó con la publicación de Rough Mix (1977), una colaboración con el músico de The Faces Ronnie Lane, también devoto de Meher Baba. También colaboró con Paul McCartney en la grabación de «Rockestra Theme» y «So Glad To See You Here», publicados en el álbum de Wings Back to the Egg (1979). Un año después publicó Empty Glass, su primer álbum conceptual en solitario, que alcanzó el puesto cinco en la lista estadounidense Billboard 200, su mejor posición para un trabajo solista. El álbum incluyó el sencillo «Let My Love Open the Door», que alcanzó el puesto nueve en la lista Billboard Hot 100.
Tras disolver The Who, consolidó su carrera musical en solitario con álbumes conceptuales como White City: A Novel (1985), un relato sobre la tensión urbana, la desesperación y la decadencia que alcanzó el puesto 26 en la lista Billboard 200. La publicación de White City fue seguida de The Iron Man: The Musical by Pete Townshend, una adaptación de la fábula infantil homónima de Ted Hughes en la que participaron músicos como Roger Daltrey, John Lee Hooker y Nina Simone.
De forma paralela, creó el grupo Deep End con músicos como John "Rabbit" Bundrick, Simon Philips y Billy Nicholls para tocar varios conciertos benéficos que recopiló en el álbum en directo Deep End Live! en 1986. También publicó una trilogía de álbumes recopilatorios bajo el nombre de Scoop con demos de The Who, material en solitario y proyectos inéditos.
En 1993, publicó Psychoderelict, su último trabajo en solitario hasta la fecha. El álbum incluye una nueva ópera protagonizada por Ray High, un músico alcohólico y en decadencia que Townshend volvió a utilizar años después en la novela The Boy Who Heard Music, predecesora de la miniópera Wire & Glass. El álbum, considerado para una adaptación como musical de Broadway aún sin estrenar, obtuvo escasa repercusión comercial y solo alcanzó el puesto 118 en la lista Billboard 200. El mismo año estrenó y dirigió junto a Des MacAnuff una adaptación para Broadway de Tommy. McAnuff y Townshend también coprodujeron el largometraje The Iron Giant, basado en el libro de Hughes.

### Reuniones de The Who y conciertos benéficos (1988—1999)
Tras una breve reunión en el Live Aid en 1985, Townshend volvió a salir de gira con sus compañeros de The Who conmemorando el 25º aniversario del grupo. A comienzos de la década de 1990, también emprendió varias giras en solitario por Norteamérica en las que interpretó temas de The Who y de su carrera. Además, participó en un alto número de conciertos benéficos: en 1995, tocó en un concierto organizado por Paul Simon con el fin de recaudar fondos para The Children's Health Fund, y un año después participó en Bridge School Benefit, una serie de conciertos anuales organizados por Neil Young para ayudar a niños con discapacidades psíquicas.
En 1996, volvió a reunir a The Who para emprender una gira mundial que se extendió durante el año siguiente. Desde entonces y hasta la actualidad, The Who ha mantenido una actividad casi permanente, ofreciendo conciertos casi de forma anual, además ahora preparan una gira de su 50 aniversario(nyansimpson).

### Muerte de John Entwistle,The Boy Who Heard MusicyEndless Wire(2000—2007)
En 2000, Townshend completó la ópera rock Lifehouse con la publicación de la caja recopilatoria Lifehouse Chronicles, en la que incluyó demos del proyecto y un radioteatro sobre la obra emitida en la BBC Radio en diciembre de 1999. Además, centró su actividad compositiva en The Who y salió de gira con el grupo de forma casi anual. A pesar de la muerte de John Entwistle el 27 de junio de 2002, Townshend aseguró la continuidad del grupo con Roger Daltrey y mantuvo la gira programada por los Estados Unidos entre agosto y septiembre.
En 2003, fue amonestado durante una investigación de la Policía británica contra la pornografía infantil. Tras una noticia que sugería que Townshend estaba entre los sujetos de la investigación, el músico emitió un comunicado en el que se defendió alegando que había accedido a una página web con contenidos pedófilos usando su tarjeta de crédito y pagando 7 dólares. Townshend, que en años anteriores había publicado ensayos en su página web sobre la amplia disponibilidad de pornografía infantil en Internet, afirmó que había accedido al sitio con fines de investigación y que no había descargado ninguna imagen. Tras cuatro meses de investigación policial, incluyendo exámenes forenses de sus ordenadores, se estableció que Townshend no estaba en posesión de ninguna imagen ilegal. Ante esta situación, la policía decidió amonestarlo y le advirtió que «no es una defensa acceder a estas imágenes para investigación o por curiosidad». En un comunicado publicado por su abogado, Townshend escribió: «Acepto que me equivoqué al acceder a esta página, y si al hacerlo quebranté la Ley, acepto la amonestación que la Policía me ha dado».
Un año después, Townshend grabó con Daltrey «Old Red Wine» y «Real Good Looking Boy», dos nuevas canciones incluidas en el recopilatorio Then and Now! 1964-2004, y volvió a salir de gira con The Who. En 2005, comenzó a publicar en su blog The Boy Who Heard Music, una novela en la que volvió a usar el personaje de Ray Heigh, protagonista de Psychoderelict. La novela, que relata la formación de un grupo musical inspirado en las enseñanzas de Heigh y entremezcla elementos del proyecto Lifehouse, evolucionó hasta adaptarse a Wire & Glass, una miniópera publicada como maxisencillo.

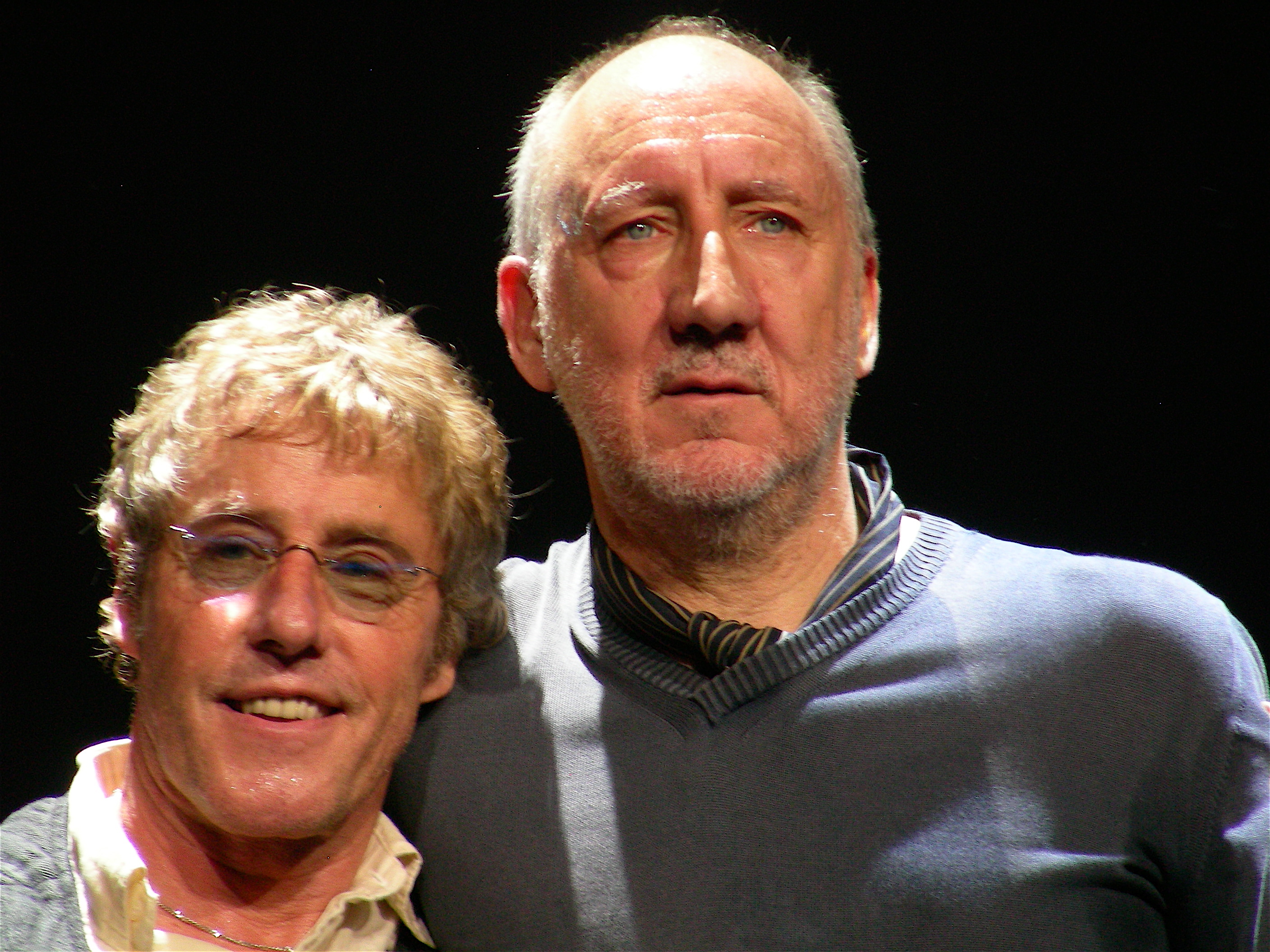
Daltrey y Townshend en el Wachovia Center de Philadelphia el 26 de octubre de 2008.

Una versión extendida de Wire & Glass se convirtió, un año después, en el núcleo de Endless Wire, el primer disco de estudio de The Who desde It's Hard (1982). El álbum, publicado en octubre de 2006, debutó en el puesto siete en la lista estadounidense Billboard 200 y en el nueve en la lista de discos más vendidos del Reino Unido. Una versión teatral de The Boy Who Heard Music se estrenó un año después en la universidad Vassar College.

### Giras con The Who yFloss(de 2010 en adelante)
Townshend comenzó la nueva década tocando con The Who el 7 de febrero en el intermedio de la Super Bowl XLIV en Miami, e interpretando el álbum Quadrophenia en el Royal Albert Hall de Londres para la organización benéfica Teenage Cancer Trust. Durante el concierto, Townshend probó un nuevo sistema de monitorización intraauricular para combatir su tinnitus.
A pesar de sus problemas auditivos, Townshend supervisó personalmente las reediciones de Live at Leeds, Tommy y Quadrophenia entre 2010 y 2013 con motivo del 40.º de sus respectivas publicaciones originales, En 2012, participó en la ceremonia de clausura de los Juegos Olímpicos de Londres 2012 interpretando las canciones «Baba O'Riley», «See Me, Feel Me» y «My Generation», y emprendió Quadrophenia and More, la primera gira del grupo en tres años, con 35 conciertos en Norteamérica en los que interpretaron Quadrophenia al completo junto a otras canciones.
Tras una larga demora, Townshend publicó su autobiografía Who I Am en octubre de 2012, que se situó entre los cinco libros más vendidos de la lista elaborada por The New York Times. Además, reveló en su página web que estaba trabajando en Floss, un «nuevo y ambicioso proyecto en el estilo de Tommy y Quadrophenia». Aunque en un principio estimó la publicación de Floss en 2010 y su estreno en directo en 2011, Townshend sigue trabajando actualmente en el proyecto.

## Problemas auditivos
Townshend sufre de sordera parcial y tinnitus como resultado de su exposición extensiva a música a alto volumen a través de auriculares y en conciertos, incluyendo uno notable en la década de 1970 en el que el volumen llegó a los 120 decibelios a 40 metros del escenario. Parte de su condición es a veces atribuida a una infame presentación de The Who de 1967 en el programa Smothers Brothers Comedy Hour, en la que Keith Moon colocó una gran cantidad de explosivos dentro de su batería y los detonó cuando Townshend estaba de pie frente a ella. En 1989, Townshend aportó los fondos iniciales que permitieron la creación de la organización sin fines de lucro H.E.A.R. (Hearing Education and Awareness for Rockers).

## Vida personal
Townshend conoció a Karen Astley, hija del compositor Ted Astley, en la escuela de arte y se casó con ella en 1968. La pareja se separó en 1994 pero aún no se ha divorciado. Tienen tres hijos, Emma (nacida en 1969), quien también es cantautora, Aminta (nacida en 1971), y Joseph (nacido en 1989). Por muchos años Townshend evitó emitir comentarios sobre los rumores acerca de su supuesta bisexualidad, aunque Townshend también declaró que una vez se sintió sexualmente atraído por el cantante principal de los Rolling Stones, Mick Jagger.

## Trabajos literarios
A pesar de ser más conocido por su música, Pete Townshend, ha estado involucrado intensivamente en el mundo literario por más de 3 décadas, escribiendo artículos para diarios y revistas, revisiones de libros, ensayos y disertaciones, libros y guiones.
Uno de sus primeros escritos salió en agosto de 1970 con las primeras nueve ediciones de "The Pete Townshend Page", una columna mensual que escribió para el diario de música británico Melody Maker. En la columna Townshend mostraba sus puntos de vista sobre diversos asuntos, como los medios, el estado de los lugares de conciertos de Estados Unidos y sistemas de dirección pública, mientras que mostraba el estado mental de Townshend durante la evolución de su proyecto Lifehouse.
Townshend también escribió tres ensayos largos para la revista Rolling Stone: el primero apareció en noviembre de 1970 y se llamó "In Love With Meher Baba", ya que hablaba sobre sus ideas espirituales. "Meaty, Beaty, Big and Bouncy," que hablaba detalladamente del compilado de The Who del mismo nombre, salió en diciembre de 1971, y en noviembre de 1977 salió un artículo llamado "The Punk Meets the Godmother,"
También en 1977, Townshend fundó Eel Pie Publishing, que se especializaba en títulos para niños, libros de música y publicaciones relacionadas con Meher Baba. Una librería llamada Magic Bus (como la canción popular de The Who del mismo nombre) fue abierta en Londres. The Story of Tommy, un libro escrito por Townshend y su compañero de la escuela de arte Richard Barnes sobre la creación de la ópera rock de Townshend de 1969 y su película de 1975 (dirigida por Ken Russell), fue publicada por Eel Pie en ese año.
En julio de 1983, Townshend obtuvo un trabajo como editor de adquisiciones para la editorial de Londres Faber and Faber. Sus proyectos más notables incluyeron editar la autobiografía del líder de The Animals Eric Burdon, "Crosstown Traffic" de Charles Shaar Murray (que fue premiado), y More Dark Than Shark de Brian Eno y Russell Mills, y trabajar con Carlos, Príncipe de Gales en un volumen de sus collection completa de discursos. Pete comisionó Like Punk Never Happened de Dave Rimmer, y fue editor de Steven Berkoff.
Dos años después de comenzar a trabajar en Faber and Faber, Townshend decidió publicar su propio libro. Horse’s Neck, publicado en mayo de 1985, fue una colección de pequeños relatos que escribió entre 1979 y 1984, sobre temas como la niñez, el estrellato y la espiritualidad.  Gracias a su trabajo, Townshend se hizo amigo del ganador del premio Nobel y autor de Lord of the Flies, Sir William Golding, y del poeta premiado Ted Hughes (su amistad con Hughes lo llevó a interpretar musicalmente su historia The Iron Man, seis años más tarde).
Townshend escribió diversos guiones a lo largo de su carrera, incluyendo varios borradores de su proyecto Lifehouse, el último de los cuales (coescrito con el dramaturgo de radio Jeff Young), fue publicado en 1999. En 1978, Townshend escribió el guion de "Fish Shop", una obra comisionada pero no completada por London Weekend Television, y a mediados de 1984 escribió el de White City, que llevó a un film corto.
En 1989, Townshend comenzó a trabajar en una novela titulada Ray High & The Glass Household, cuyo borrador fue más tarde enviado a su editor. Mientras la novela original sigue sin ser publicada, elementos de la historia fueron usados en el álbum solista de Townshend de 1993, Psychoderelict.
En 1993, Townshend escribió otro libro, "The Who’s Tommy", una crónica del desarrollo de la galardonada versión de Broadway de su ópera rock.
La creación de su sitio oficial, www.petetownshend.com, y su sitio comercial, www.eelpie.com, ambos en 2000, le dieron otro lugar para sus obras literarias. Algunos de sus ensayos fueron publicados en línea, incluyendo "Meher Baba – The Silent Master: My Own Silence" en 2001, y al año siguiente, "A Different Bomb," una crítica de la industria ponográfica infantil..
Su contribución literaria más reciente es The Boy Who Heard Music, una novela semiautobiográfica llamada "The Boy Who Heard Music" publicada en forma de serie en su blog desde septiembre de 2005. La última parte fue publicada el 25 de febrero y se anunció que sería seguida por algún tipo de continuación musical.
Townshend firmó un acuerdo con Little, Brown publishing en 1997 para escribir su autobiografía, que supuestamente se llamaría "Pete Townshend: Who He?" y aún está incompleta. Larry David Smith habló sobre sus conceptos y caprichos creativos en su libro "The Minstrel's Dilemma" (Praeger 1999).

## Equipamiento musical
En los primeros días de The Who, Townshend tocaba guitarras eléctricas semi-huecas de 6 y 12 cuerdas Rickenbacker (particularmente el modelo Rose-Morris). Sin embargo, a medida que la destrucción de instrumentos se volvía algo común en las presentaciones del grupo, comenzó a usar guitarras más resistentes y baratas, como las Fender Stratocaster, Fender Telecaster, y varios modelos Danelectro. A finales de los años 1960 comenzó a usar los modelos "Special" de Gibson SG, como en los festivales de Woodstock y la Isla de Wight. La compañía cambió el diseño de ese modelo en 1972, por lo que Townshend comenzó a utilizar Gibson Les Paul Deluxes, a pesar de que por un tiempo fue buscando SGs antiguas por diferentes tiendas.
Durante los años 1980, Townshend usó Rickenbackers y modelos similares a los de Telecaster diseñados para él por Schecter y varios otros luthiers. Desde entonces ha usado la Fender Eric Clapton Signature Stratocaster.
Townshend también usó otras guitarras, incluyendo otros modelos de Gretsch, Gibson y Fender. También usó guitarras acústicas de Guild, Takamine y Gibson J-200.
Hay varios modelos de guitarras de Pete Townshend de Gibson, como la Pete Townshend SG, Pete Townshend J-200, y tres Pete Townshend Les Paul Deluxes diferentes. La SG era claramente marcada como un modelo de edición limitada de Pete Townshend e incluía una caja especial y un certificado de autenticidad firmado por Pete. También ha habido una guitarra de Pete Townshend de edición limitada de Rickenbacker.
En la actualidad, Pete usa casi exclusivamente guitarras Fender Stratocaster modificadas como guitarras estéreo, con un preamplificador incorporado en la parte posterior de la guitarra para captar las señales acústicas de la guitarra y un botón de volumen individual para el preamplificador. Otra pieza elemental de su equipo es el amplificador, Fender Vibro King.

## Entrevistas
Desde principios de 1966 Townshend se convirtió en el portavoz de la banda, cuando fue entrevistado sin el resto de la banda para la serie de la BBC A Whole Scene Going admitiendo que la banda consumía drogas. A lo largo de esa década Townshend aparecía regularmente en las páginas de las revistas de música británicas, pero fue la larga entrevista con Rolling Stone de 1968 la que selló su reputación como uno de los intelectuales y teorizadores del rock.
Townshend dio muchas entrevistas a la prensa underground, estableciendo su reputación de comentarista honesto sobre la escena del rock. A eso se le sumaron los artículos que el mismo escribió (su columna mensual de en Melody Maker, y sus tres contribuciones a la revista Rolling Stone).
Al cumplir 30 años, Townshend contó al periodista Roy Carr que sentía que The Who estaba fallando y vertió comentarios ácidos sobre su compañero Roger Daltrey y otros importantes miembros de la escena rock británica. Tras la aparición de estos comentarios en la revista NME, Townshend tuvo problemas con sus compañeros de banda y dejó de dar entrevistas durante dos años. En 1982 Townshend usó a los medios para hablar sobre su adicción a la cocaína y la heroína. Muchos periodistas, con la revolución punk, comenzaron a rechazar a los viejos artistas de rock. Townshend atacó a dos de ellos, Julie Birchill y Tony Parsons, en la canción "Jools And Jim" de su álbum Empty Glass, después de que hicieran comentarios despectivos sobre el ya fallecido Keith Moon. Otros periodistas criticaron a Townshend por traicionar su idealismo de sus primeras entrevistas cuando The Who participó en una gira patrocinada por Miller Brewing en 1982.
En 1990 salió un libro de entrevistas por Timothy White llamado Rock Lives, en el que aparece una entrevista en que Townshend habla sobre el significado de su canción "Rough Boys", que daba la impresión de que era gay o bisexual, y los tabloides ingleses expandieron ese rumor por todo el mundo. Townshend no habló sobre esto por respeto a sus amigos homosexuales, hasta una entrevista de 1994 con la revista Playboy.

## Religión
Townshend no mostró predilección por las creencias religiosas en los primeros años de The Who y muy pocos podrían haber sospechado que el violento "machacador" de guitarras fuera un monaguillo. Sin embargo, hacia enero de 1968 Townshend empezó a explorar ideas espirituales. En enero de 1968, The Who grabaron su canción "Faith in Something Bigger" (Odds and Sods LP) (la traducción del título al castellano sería "Fé en algo mayor"). Más tarde durante el mismo mes durante un tour en Australia y Nueva Zelanda, Ronnie Lane, miembro de The Small Faces, le presentó a Townshend los escritos del Indio "perfecto maestro" Meher Baba.
Townshend había leído todos los escritos que pudo encontrar de Meher Baba, y para abril de 1968, se anunció como seguidor de la disciplina de Baba. Fue en ese entonces que Townshend, que estaba buscando durante años una base para una ópera de rock, creó una historia inspirada por las enseñanzas de Baba y otros espiritualistas indios que al final se convertiría en  Tommy.
Tommy fue más que una revitalización para la carrera de The Who (que hasta ese momento era moderadamente exitosa, pero se había estancado), marcó una renovación en la forma de componer de Townshend y sus estudios espirituales influyeron más allá de su trabajo en Tommy. Sin embargo, a diferencia de otras estrellas del rock abiertamente espirituales en las que su música se convierte en casi dogmática una vez que descubren la religión, Townshend suavizó bastante la naturaleza religiosa de su trabajo. Esto pudo ser debido a que su nueva pasión no era compartida por los otros miembros de la banda, que aunque tenían una actitud tolerante con Townshend, no querían convertirse en portavoces de ninguna religión.

## Discografía
| Con The Who - 1965: The Who Sings My Generation - 1966: A Quick One - 1967: The Who Sell Out - 1969: Tommy - 1970: Live at Leeds - 1971: Who's Next - 1973: Quadrophenia - 1974: Odds & Sods - 1975: The Who By Numbers - 1978: Who Are You - 1980: Face Dances - 1982: It's Hard - 2006: Endless Wire | En solitario - 1970: Happy Birthday - 1970: I Am - 1972: Who Came First - 1978: Rough Mix (con Ronnie Lane) - 1980: Empty Glass - 1982: All the Best Cowboys Have Chinese Eyes - 1985: White City: A Novel - 1986: Deep End Live! - 1989: The Iron Man: The Musical by Pete Townshend - 1993: Psychoderelict - 2000: Lifehouse Chronicles |

Bibliografía
- 2014 Who I Am; Memorias (Malpaso Ediciones, ISBN 978-84-15996-32-3)